# Trude Gimle
Trude Charlotte Gimle (* 2. Dezember 1974 in Aurskog) ist eine ehemalige norwegische Skirennläuferin. Sie fuhr in allen Disziplinen.

## Biografie
Gimle nahm 1991 und 1992 an den Junioren-Weltmeisterschaften teil, wobei ein 15. Platz ihr bestes Ergebnis war. Die ersten Punkte in einem Weltcuprennen gewann sie am 23. Januar 1994, als sie im Slalom von Maribor überraschend den fünften Platz belegte. In derselben Disziplin fuhr sie bei den Olympischen Winterspielen 1994 auf Platz 15. In der Slalomwertung der Europacup-Saison 1993/94 war sie die Drittbeste.
Während der Saison 1994/95 hatte sie im Weltcup zahlreiche Ausfälle zu verzeichnen. Eine seltene Ausnahme war am 26. Februar 1995 wiederum der Slalom von Maribor, in welchem sie Dritte wurde. Im Winter 1995/96 konnte sie im Weltcup kein einziges zählbares Ergebnis vorweisen. Auch im Winter 1996/97 war sie kaum je unter den besten 30 zu finden, allerdings gewann sie zwei norwegische Meistertitel.
Gimle fuhr nun vermehrt auch Abfahrten und Super-G-Rennen und konnte sich in der Weltcupsaison 1997/98 wieder im Mittelfeld etablieren. Am erfolgreichsten war Gimle in der Saison 1998/99. In zwei Abfahrten fuhr sie unter die besten zehn und zweimal war sie Dritte in einer Kombinationswertung, am 20. Dezember 1998 in Veysonnaz und am 17. Januar 1999 in St. Anton am Arlberg. Verletzungsbedingt musste sie im darauf folgenden Winter pausieren. Ein achter Platz in einer Kombinationswertung blieb im Winter 2000/01 ihr mit Abstand bestes Ergebnis, woraufhin sie vom Spitzensport zurücktrat.

## Erfolge

### Olympische Spiele
- Lillehammer 1994: 15. Slalom
- Nagano 1998: 16. Abfahrt, 25. Super-G

### Weltmeisterschaften
- Vail/Beaver Creek 1999: 5. Kombination, 15. Abfahrt, 17. Super-G, 20. Slalom

### Weltcup
- Saison 1996/97: 8. Kombinationswertung
- Saison 1998/99: 3. Kombinationswertung
- Saison 2000/01: 8. Kombinationswertung
- 8 Platzierungen unter den besten zehn, davon 3 dritte Plätze

### Juniorenweltmeisterschaften
- Geilo 1991: 31. Slalom, 42. Abfahrt
- Maribor 1992: 15. Riesenslalom, 24. Abfahrt

### Sonstiges
- Europacup Saison 1993/94: 3. Slalomwertung
- 2 norwegische Meistertitel (Abfahrt und Kombination 1997)
- 5 Siege in FIS-Rennen (ab 1994/95)